# Нови Травник
Нови Травник (Пуцарево од 1980. до 1992) је градско насеље и сједиште истоимене општине у средњој Босни, Федерација Босне и Херцеговине, БиХ.

## Географија
Нови Травник се налази у средишту Средњобосанског кантона, на надморској висини од 516 метара.

## Назив
Насеље и општина су од 1980. до 1992. носили назив Пуцарево, по Ђури Пуцару Старом.

## Историја
У љето 1949. године, у крају густих шума и ријетких насеља, четрнаест километара од старог везирског града Травника, ископани су темељи ММК БРАТСТВО (Машинско Металуршки Комбинат) и Новог Травника, једног од најмлађих градова у тадашњој СФР Југославији.
Овде се налази Некропола жртвама фашизма (Нови Травник).

## Други о Новом Травнику
Књижевник Младен Ољача је 1960. године овако видио Нови Травник:
Ово је град без седих власи. Овдје нема пензионера. Ово је град без скитница и беспосличара... Ово је град без гробља и без књига умрлих јер овдје још нико није сахрањен...

## Становништво

#### Насељено мјесто Нови Травник, национални састав
|                      | 2013.          | 1991.           | 1981.           | 1971.           |
| Укупно               | 9 008 (100,0%) | 11 522 (100,0%) | 8 473 (100,0%)  | 6 681 (100,0%)  |
| Хрвати               | 4 815 (53,45%) | 2 751 (23,88%)  | 1 985 (23,43%)  | 1 778 (26,61%)  |
| Бошњаци              | 3 624 (40,23%) | 3 176 (27,56%)1 | 1 783 (21,04%)1 | 1 415 (21,18%)1 |
| Срби                 | 329 (3,652%)   | 3 200 (27,77%)  | 2 464 (29,08%)  | 2 897 (43,36%)  |
| Неизјашњени          | 91 (1,010%)    | –               | –               | –               |
| Босанци              | 74 (0,821%)    | –               | –               | –               |
| Остали               | 17 (0,189%)    | 508 (4,409%)    | 122 (1,440%)    | 69 (1,033%)     |
| Босанци и Херцеговци | 10 (0,111%)    | –               | –               | –               |
| Муслимани            | 9 (0,100%)     | –               | –               | –               |
| Црногорци            | 8 (0,089%)     | –               | 132 (1,558%)    | 130 (1,946%)    |
| Албанци              | 7 (0,078%)     | –               | 18 (0,212%)     | 6 (0,090%)      |
| Непознато            | 6 (0,067%)     | –               | –               | –               |
| Југословени          | 5 (0,056%)     | 1 887 (16,38%)  | 1 899 (22,41%)  | 275 (4,116%)    |
| Словенци             | 5 (0,056%)     | –               | 28 (0,330%)     | 59 (0,883%)     |
| Македонци            | 3 (0,033%)     | –               | 14 (0,165%)     | 14 (0,210%)     |
| Турци                | 3 (0,033%)     | –               | –               | –               |
| Православци          | 2 (0,022%)     | –               | –               | –               |
| Мађари               | –              | –               | 28 (0,330%)     | 38 (0,569%)     |

1. 1 На пописима од 1971. до 1991. Бошњаци су пописивани углавном као Муслимани.